# Kraj Krasnojarski
Kraj Krasnojarski (ros. Красноярский край, Krasnojarskij kraj) – kraj w Rosji. Druga pod względem wielkości (po Jakucji) jednostka terytorialna Rosji. Stolicą jest Krasnojarsk (1 mln mieszkańców). Wchodzi w skład Syberyjskiego Okręgu Federalnego.

## Geografia
Kraj położony jest w środkowej Syberii, w środkowo-wschodniej Rosji. Jego powierzchnia wynosi 2 339 700 km², co stanowi 13% terytorium państwa. Administracyjnie kraj graniczy od zachodu z Jamalsko-Nienieckim i Chanty-Mansyjskim Okręgiem Autonomicznym oraz obwodami: tomskim i kemerowskim, od południa z republikami: Chakasji i Tuwy, a od wschodu z obwodem irkuckim i Jakucją (Republika Sacha). Na terytorium kraju, w okolicach jeziora Wiwi (rejon ewenkijski) znajduje się geograficzny środek Rosji.
Kraj jest silnie rozciągnięty południkowo. Terytorium kraju sięga od archipelagu Ziemia Północna na północy do pasma górskiego Sajanów na południu. Większa część kraju leży na obszarze Wyżyny Środkowosyberyjskiej. Część wschodnia leży na Nizinie Zachodniosyberyjskiej. Część północna obejmuje zachodnią Nizinę Północnosyberyjską, Półwysep Tajmyr oraz częściowo Półwysep Gydański.
Kraj znajduje się w zlewisku Oceanu Arktycznego, leżąc nad morzami: Karskim i Łaptiewów. Główną rzeką jest Jenisej. Inne ważne rzeki to: Podkamienna Tunguzka, Dolna Tunguzka, Angara, Chatanga, Kurejka, Piasina, Sym, Wielki Pit, Syda, Tuba, Oja, Kan i Mana. Największym jeziorem jest Tajmyr, a największym sztucznym zbiornikiem jest Zbiornik Krasnojarski na Jeniseju.

### Klimat
W związku z dużą rozciągłością południkową klimat kraju jest niejednolity. Rejony południowe i środkowe gdzie mieszka większość ludności leżą w strefie klimatu umiarkowanego kontynentalnego natomiast północne w strefie klimatu subpolarnego i klimatu polarnego.
Większość kraju leży za granicą wiecznej zmarzliny. Przeważają tu tundra i tajga. Tereny rolnicze są niewielkie i znajdują się w południowej części kraju.

## Historia
Kraj utworzono w 1934 r.
Od 1 stycznia 2007 Ewenkijski Okręg Autonomiczny oraz Tajmyrski (Dołgańsko-Nieniecki) Okręg Autonomiczny zostały zlikwidowane i weszły w skład Kraju Krasnojarskiego jako rejony; stało się to na mocy wyników referendum z 17 kwietnia 2005.

## Podział administracyjny

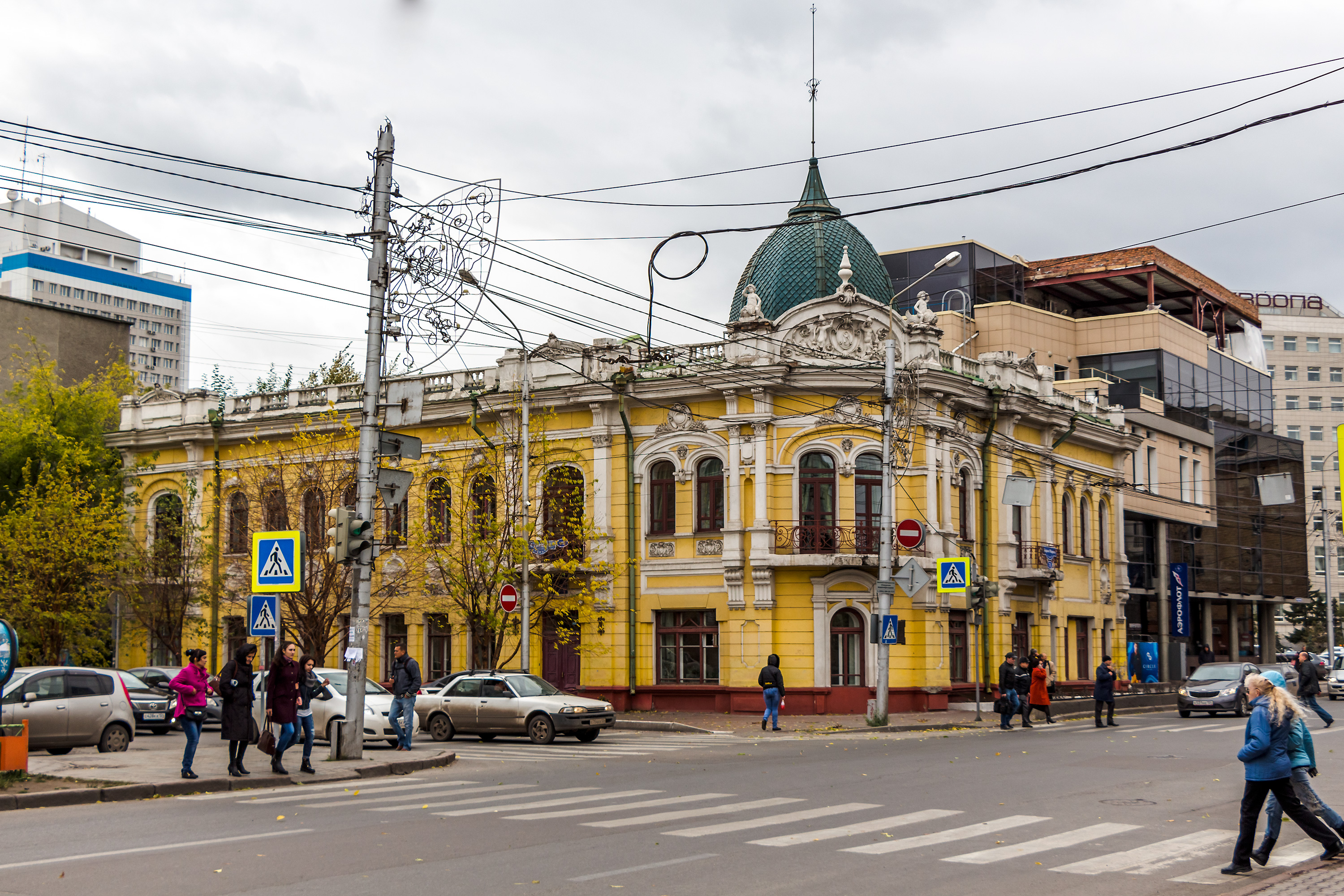
Krasnojarsk to stolica, największe miasto i jedno z najstarszych miast kraju

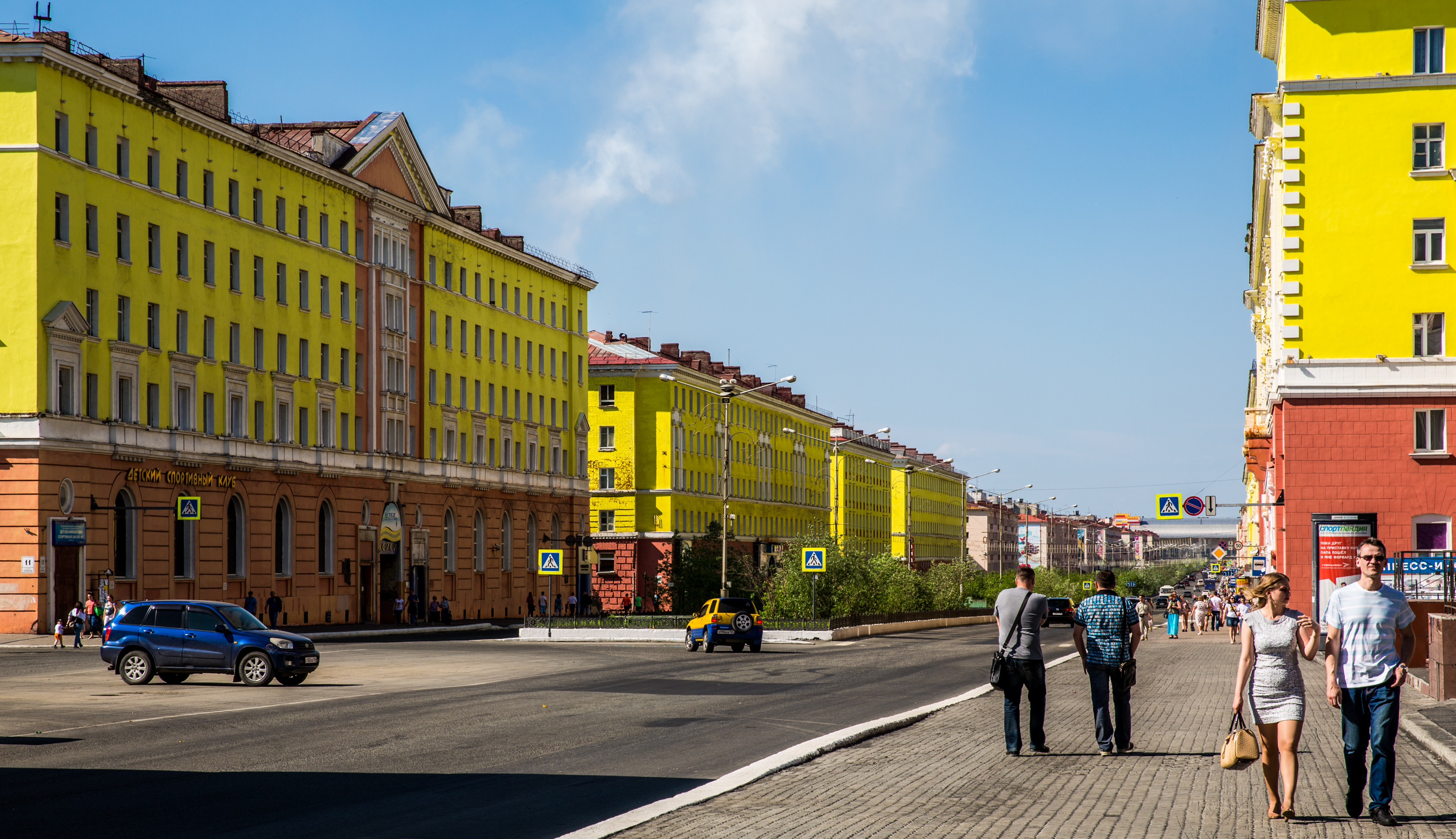
Norylsk to największe miasto na północy kraju

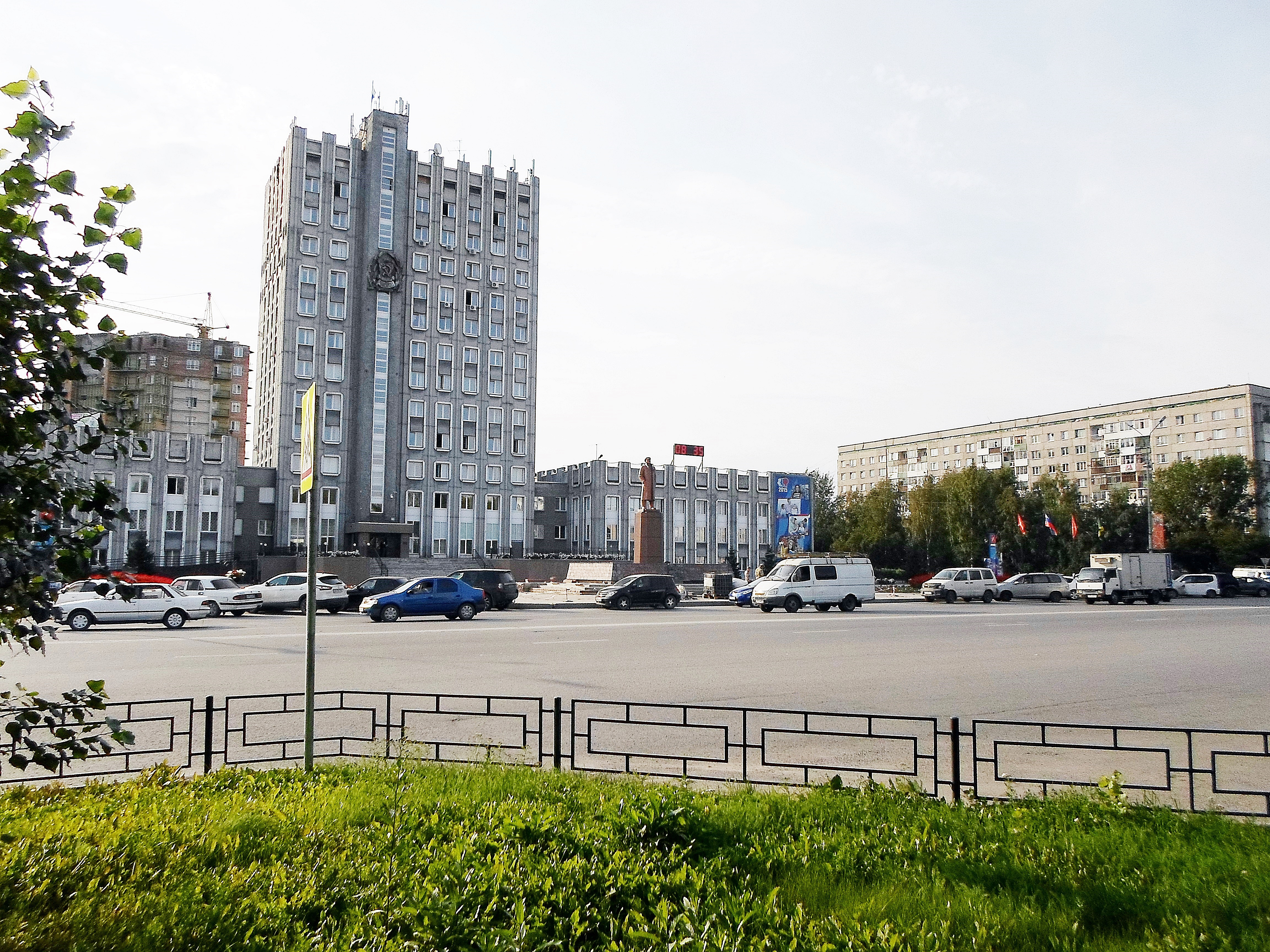
Aczyńsk to jedno ze starszych miast kraju oraz ośrodek przemysłu rafineryjnego

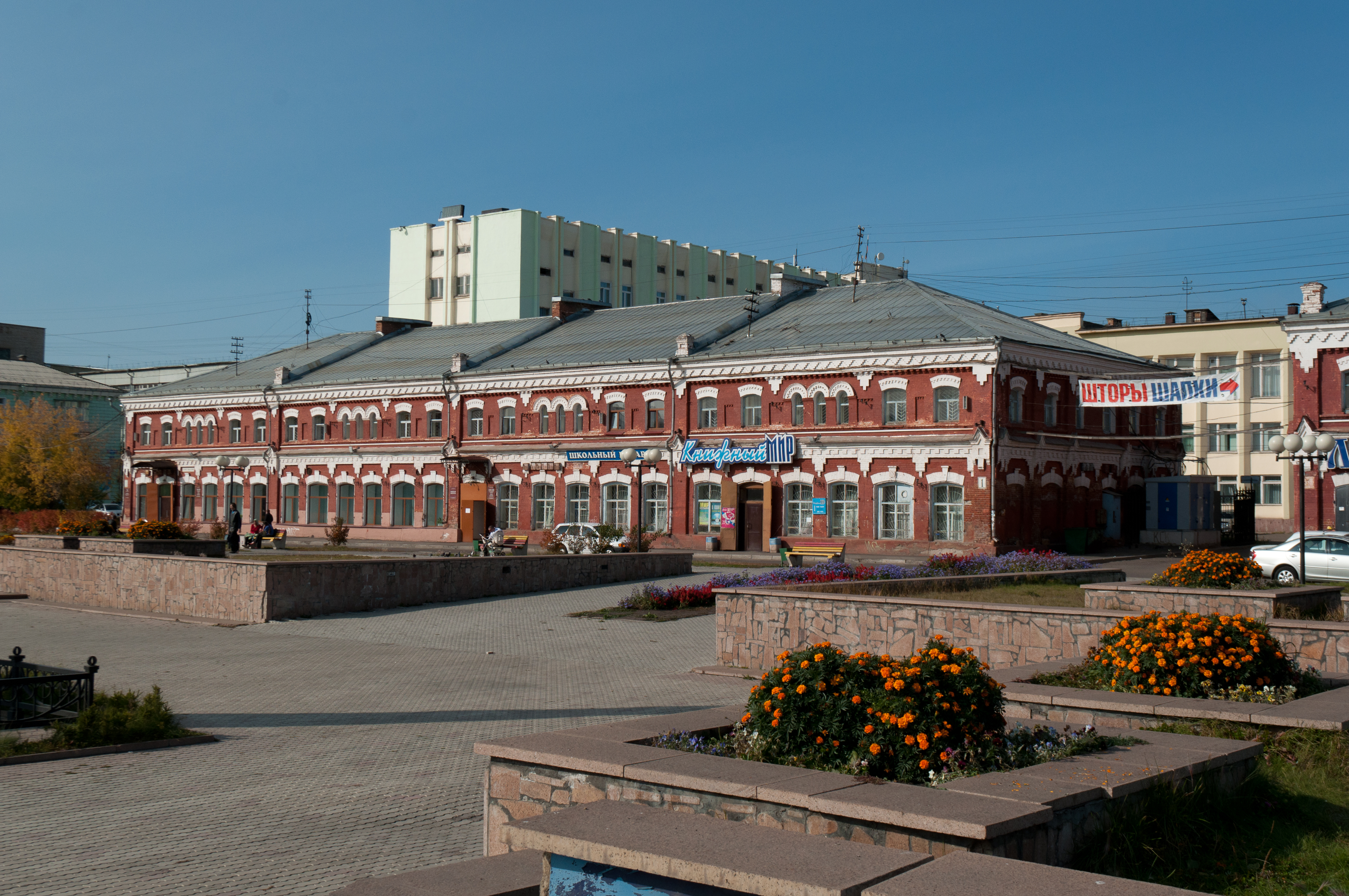
Kańsk to jedno ze starszych miast kraju oraz ośrodek wydobycia węgla

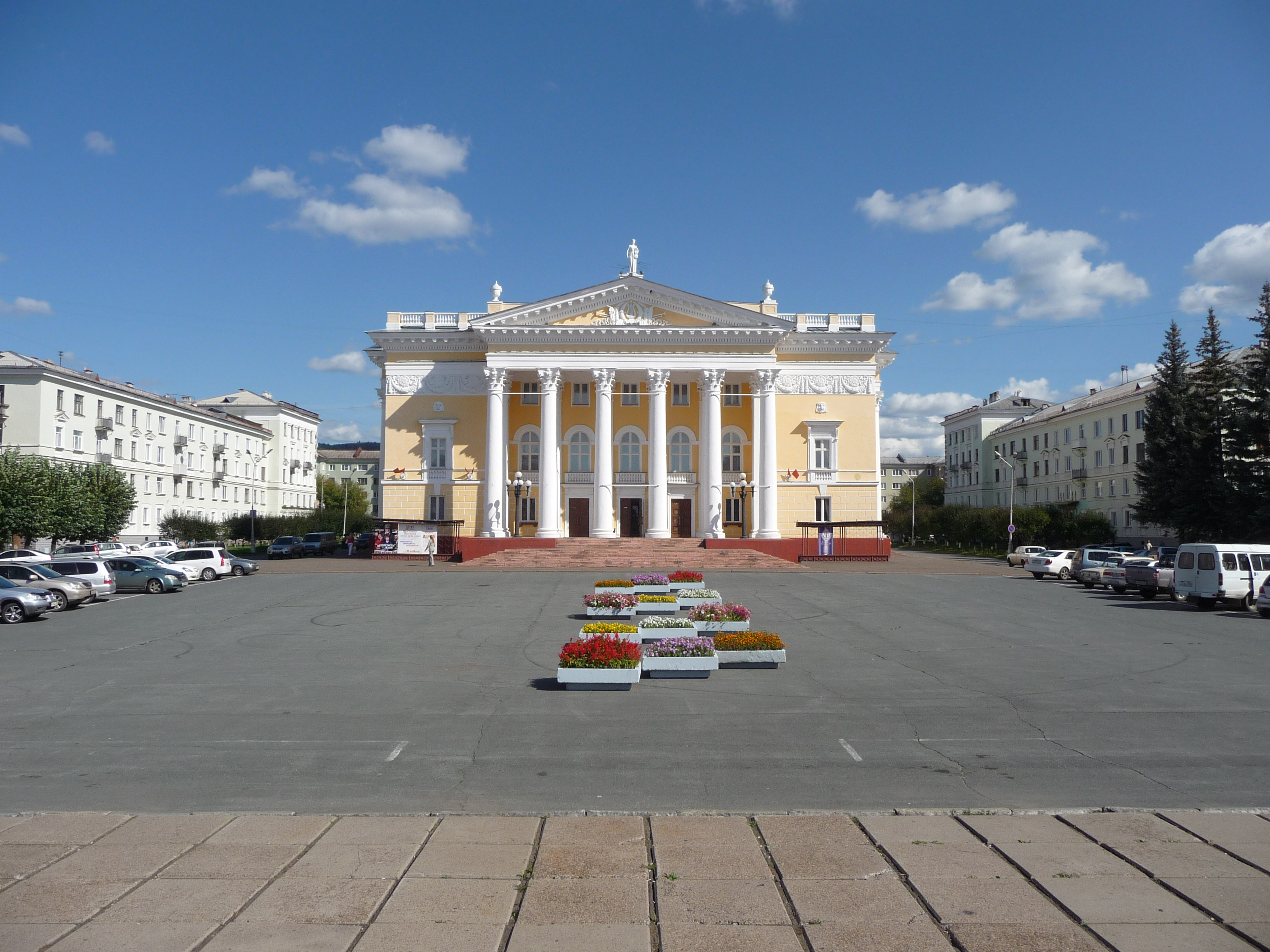
Żeleznogorsk to miasto zamknięte powstałe po II wojnie światowej

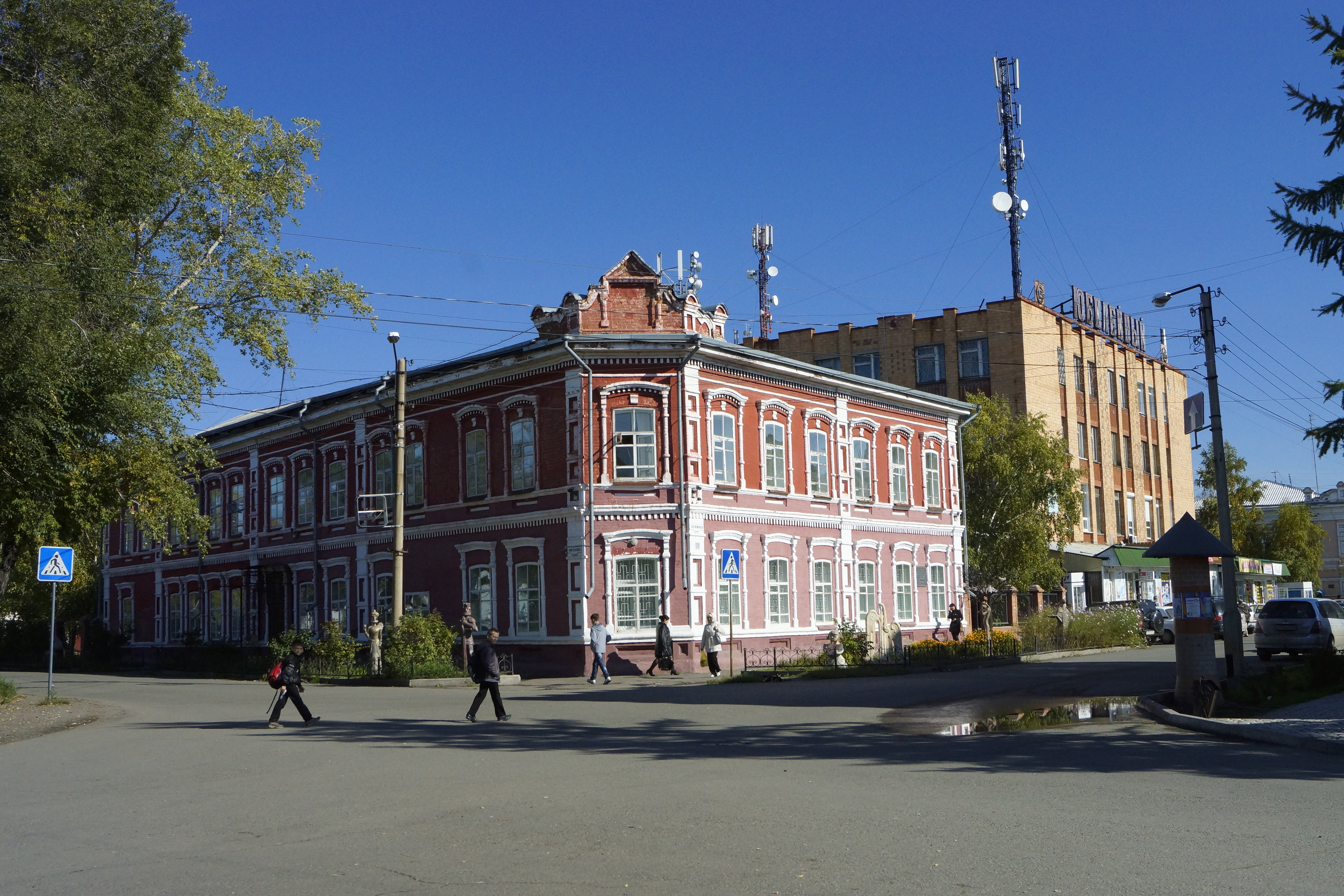
Minusińsk jest jednym z głównych miast Kotliny Minusińskiej

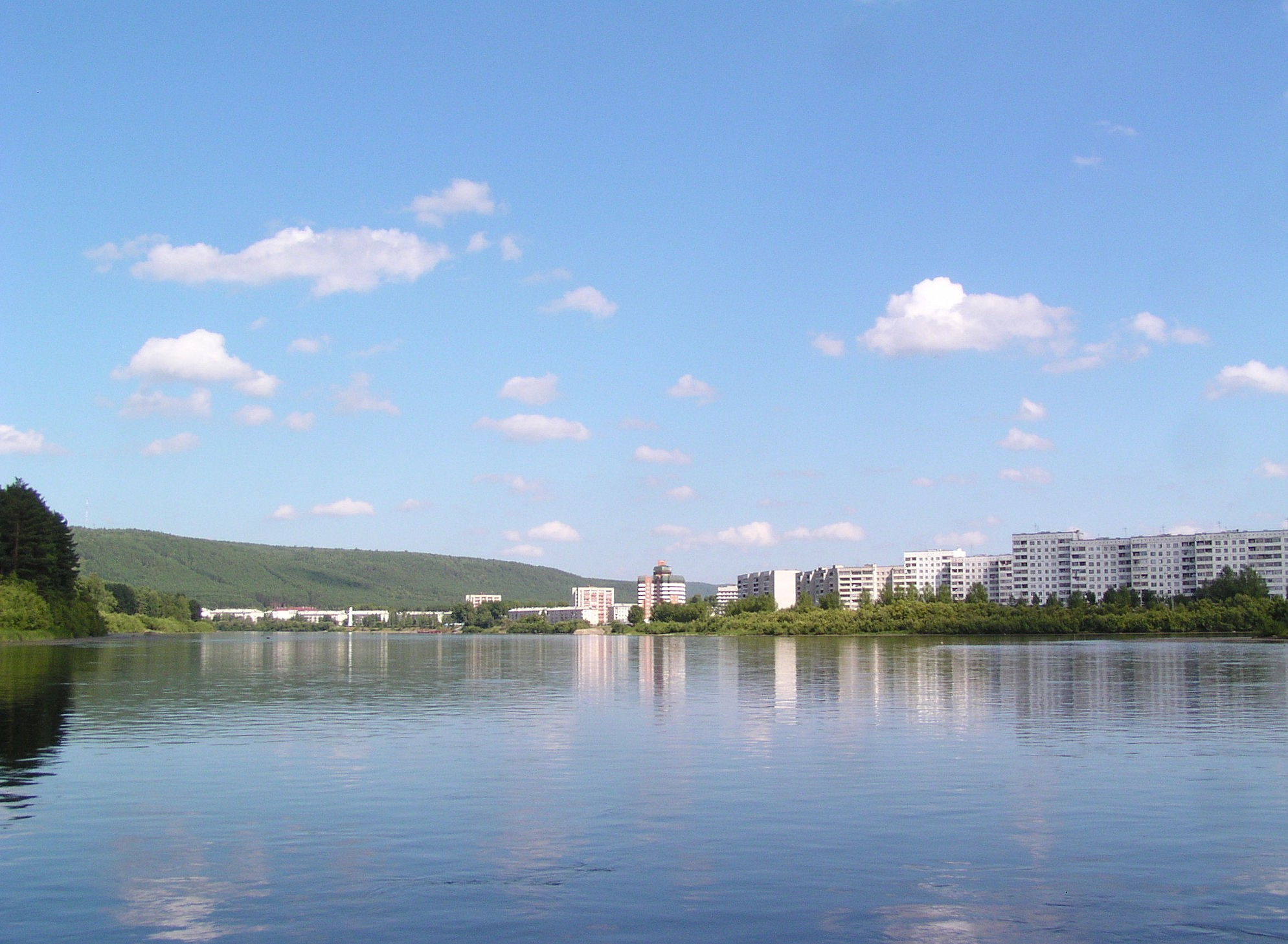
Zielenogorsk to miasto zamknięte powstałe po II wojnie światowej

### Miejscowości pod jurysdykcją władz Federacji
Są to miasta zamknięte oraz osiedla typu miejskiego wyłączone spod jurysdykcji władz Kraju Krasnojarskiego.
- Miasta:
  - Zielenogorsk (Зеленогорск)
  - Żeleznogorsk (Железногорск) wraz z osiedlem typu miejskiego: Podgornyj (Подгорный)

- Osiedla typu miejskiego:
  - Kiedrowyj (Кедровый)
  - Sołniecznyj (Солнечный)

### Miasta wydzielone
- Aczyńsk (Ачинск)
- Bogotoł (Боготол)
- Borodino (Бородино)
- Diwnogorsk (Дивногорск)
- Kańsk (Канск)
- Lesosibirsk (Лесосибирск) -wraz z osiedlem typu miejskiego: Striełka (Стрелка)
- Minusińsk (Минусинск) -wraz z osiedlem typu miejskiego: Zielonyj Bor (Зелёный Бор)
- Nazarowo (Назарово)
- Norylsk (Норильск) -wraz z osiedlem typu miejskiego: Snieżnogorsk (Снежногорск)
- Sosnowoborsk (Сосновоборск)
- Szarypowo (Шарыпово) -wraz z osiedlami typu miejskiego: Dubinino (Дубинино) i Gorjaczegorsk (Горячегорск)

### Rejony
- Rejon abański (Абанский район)
- Rejon aczyński (Ачинский район)
- Rejon bałachtiński (Балахтинский район)
- Rejon bieriozowski (Берёзовский район)
- Rejon biriluski (Бирилюсский район)
- Rejon bogotolski (Боготольский район)
- Rejon boguczański (Богучанский район)
- Rejon bolszemurtyński (Большемуртинский район)
- Rejon bolszeułujski (Большеулуйский район)
- Rejon dzierżyński (Дзержинский район)
- Rejon ewenkijski (Эвенкийский район)
- Rejon jemielianowski (Емельяновский район)
- Rejon jenisiejski (Енисейский район)
- Rejon jermakowski (Ермаковский район)
- Rejon idriński (Идринский район)
- Rejon iłański (Иланский район)
- Rejon irbiejski (Ирбейский район)
- Rejon kazaczyński (Казачинский район)
- Rejon kański (Канский район)
- Rejon karatuzski (Каратузский район)
- Rejon kieżemski (Кежемский район)
- Rejon kozulski (Козульский район)
- Rejon krasnoturański (Краснотуранский район)
- Rejon kuragiński (Курагинский район)
- Rejon mański (Манский район)
- Rejon minusiński (Минусинский район)
- Rejon motygiński (Мотыгинский район)
- Rejon nazarowski (Назаровский район)
- Rejon niżneingaszski (Нижнеингашский район)
- Rejon nowosiołowski (Новосёловский район)
- Rejon partizański (Партизанский район)
- Rejon pirowski (Пировский район)
- Rejon rybiński (Рыбинский район)
- Rejon sajański (Саянский район)
- Rejon siewiero-jenisiejski (Северо-Енисейский район)
- Rejon suchobuzimski (Сухобузимский район)
- Rejon tajmyrski (Таймырский район)
- Rejon tasiejewski (Тасеевский район)
- Rejon turuchański (Туруханский район)
- Rejon tiuchtiecki (Тюхтетский район)
- Rejon ujarski (Уярский район)
- Rejon użurski (Ужурский район)
- Rejon szarypowski (Шарыповский район)
- Rejon szuszeński (Шушенский район).

## Miasta
Artiomowsk (Артёмовск), Aczyńsk (Ачинск), Bogotoł (Боготол), Borodino (Бородино), Diwnogorsk (Дивногорск), Dudinka (Дудинка), Jenisejsk (Енисейск), Żeleznogorsk (Железногорск), Zaoziornyj (Заозёрный), Zielenogorsk (Зеленогорск), Igarka (Игарка), Iłańskij (Иланский), Kańsk (Канск), Kodyńsk (Кодинск), Lesosibirsk (Лесосибирск), Minusińsk (Минусинск), Nazarowo (Назарово), Norylsk (Норильск), Sosnowoborsk (Сосновоборск), Użur (Ужур), Ujar (Уяр), Szarypowo (Шарыпово).

## Gospodarka
W Kraju Krasnojarskim wydobywa się węgiel brunatny, nikiel, miedź, żelazo, złoto oraz grafit. W regionie rozwinął się przemysł hutniczy, elektromaszynowy, chemiczny, drzewny oraz materiałów budowlanych. W regionie uprawia się zboże, len, konopie oraz hoduje się bydło, owce, kozy, trzodę chlewną, zwierzęta futerkowe, renifery.

## Polonica

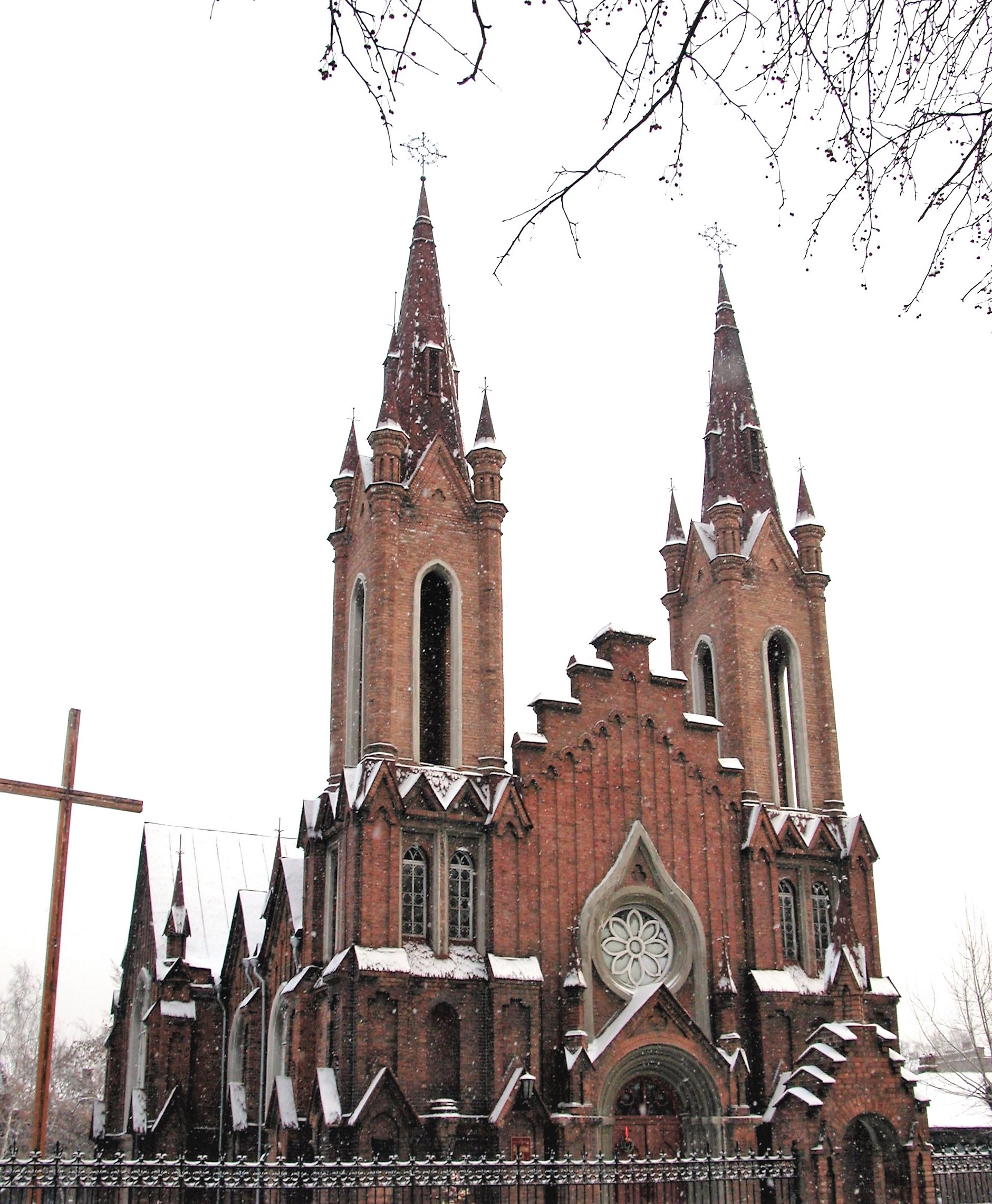
Kościół Przemienienia Pańskiego w Krasnojarsku

- Region był jednym z miejsc zsyłek Polaków na Syberię.
  - Przed utworzeniem kraju urodzili się tu feministka i publicystka Irena Krzywicka, porucznik artylerii Wojska Polskiego Leonard Korowajczyk, architekt i żołnierz Armii Krajowej Wacław Furmańczyk oraz dziennikarka Janina Rubach-Kuczewska, natomiast po jego utworzeniu urodzili się tu wokalistka jazzowa Fryderyka Elkana, duchowny zielonoświątkowy Kazimierz Sosulski oraz reżyser i krytyk teatralny Tadeusz Słobodzianek.
  - W Krasnojarsku znajduje zabytkowy neogotycki kościół Przemienienia Pańskiego.
- W Ujarze w 1920, będąc otoczoną przez bolszewików, skapitulowała 5 Dywizja Strzelców Polskich, biorąca udział w rosyjskiej wojnie domowej.
- W Kańsku znajduje się pomnik polskiej żołnierki Anieli Krzywoń.

## Tablice rejestracyjne
Tablice pojazdów zarejestrowanych w Kraju Krasnojarskim mają oznaczenie 24 w prawym górnym rogu nad flagą Rosji i literami RUS.